# БТЗ-52761
БТЗ-52764 (до 2008 года БТЗ-52761) — российский высокопольный троллейбус большой вместимости, производившийся на Башкирском троллейбусном заводе в разные периоды с 2000 по 2011 год.

## История и описание
В июне 2000 года был выпущен троллейбус БТЗ-52761 с РКСУ (Реостатно-контакторная система управления). А в октябре того же года — троллейбус БТЗ-52761-01 с гидропневматической подвеской, транзисторной системой управления тяговым электродвгателем.
В октябре 2002 года был выпущен троллейбус БТЗ-52761Т с транзисторным приводом. А в феврале 2003 года — троллейбус БТЗ-52761А с асинхронным приводом.
С 2008 года после пересертификации троллейбус стал называться БТЗ-52764.

## Модификации БТЗ-52761
- БТЗ-52761А — асинхронный ТЭД (7 ед.)
- БТЗ-52761Н (БТЗ-100) — пониженный уровень пола (2 ед.)
- БТЗ-52761Р — РКСУ (137 ед.)
- БТЗ-52761Т — ТрСУ и ТИСУ (70 ед.)

## Модификации БТЗ-52764
| Модификация | Внутренние признаки |
| ----------- | ------------------- |
| БТЗ-52764Р  | РКСУ                |
| БТЗ-52764Т  | ТИСУ                |
| БТЗ-52764А  | Асинхронная машина  |

## Эксплуатация
По состоянию на 2023 год БТЗ-52764 эксплуатируется в следующих городах:
| Регион              | Город          | Эксплуатирующая организация                                                    | Количество (действующих) |
| ------------------- | -------------- | ------------------------------------------------------------------------------ | ------------------------ |
| Самарская область   | Новокуйбышевск | Новокуйбышевское муниципальное унитарное пассажирское транспортное предприятие | 6                        |
| Башкортостан        | Уфа            | МУП «Управление электротранспорта городского округа город Уфа»                 | 5                        |
| Башкортостан        | Стерлитамак    | МУП «Стерлитамакское троллейбусное управление»                                 | 9                        |
| Ставропольский край | Ставрополь     | ГУП СК «Крайтранс»                                                             | 51                       |
| Кировская область   | Киров          | АО «Автотранспортное предприятие»                                              | 4                        |

## Галерея
- Троллейбусы БТЗ-52761Р 1003 и БТЗ-5276-04 1061 в троллейбусном депо №1 города Уфы
- Троллейбус БТЗ-52761Т 1038 в Уфе на улице Менделеева
- Троллейбус БТЗ-52761Т 1007 в Уфе на улице Менделеева
- Троллейбус БТЗ-52761Т 2099 в городе Уфа
- Троллейбус БТЗ-52764Р 232 в городе Ставрополь